# Geosesarma notophorum
Geosesarma notophorum es una especie de crustáceo braquiuro terrestre de la familia Sesarmidae.

## Distribución geográfica
Es endémica de la isla Lingga.